# Муж (фильм)
«Муж» (итал. Il marito) — итальянско-испанская кинокомедия 1958 года режиссёров Нанни Лоя и Джанни Пуччини.

## Сюжет
Когда успешный предприниматель Альберто Мариани вступил в брак с Еленой, его жизнь сильно изменилась. Оказывается, что жена не в восторге от футбола, фанатом которого является Альберто. Она во время матча его любимой команды музицирует на виолончели в компании своих товарок. А панорамную террасу, где он мечтал вместе отдыхать после работы, она перестраивает на квартиру для своей сестры. Появляются проблемы с работой, кредитами, платежами и неудачными аукционами.